# Теорија завере (филм)
Теорија завере (енгл. Conspiracy Theory) је трилер филм из 1997. године који је режирао Ричард Донер. Главне улоге играју: Мел Гибсон, Џулија Робертс и Патрик Стјуарт. 

## Радња
Присталица теорија завере и, у исто време, таксиста у Њујорку, Џери Флечер (којег глуми Мел Гибсон) путницима непрестано прича теорије завере. Такође редовно посећује адвокатицу Министарства правде Алис Сатон (коју глуми Џулија Робертс), у коју је страсно заљубљен и којој доказује истинитост својих тврдњи. Она се према њему односи толерантно и снисходљиво, јер ју је једном спасао од разбојника. Упркос томе, жена не зна да је возач тајно шпијунира. Рад адвоката се састоји у решавању мистерије убиства њеног оца (које игра Берт Ремсен).
Видевши сумњиву активност, Џери некако идентификује неке од мушкараца као оперативце ЦИА-е, прати их у зграду и бива ухваћен. Испитивач убризгава ЛСД Џерију, који је везан за инвалидска колица, и испитује га кроз мучење. Возач доживљава застрашујуће халуцинације и флешбекове, панику и успева да се спасе угризајући странца за нос и шутирајући другог агента. Касније, након што је поново ухваћен, Џери је везан лисицама за болнички кревет и дрогиран. Алис посећује Флечера, који је убеђује да промени његову етикету са именом у суседном кревету или ће он бити мртав до јутра. Алис је скептична, али када се врати следећег дана, злочинац је заиста мртав, наводно од срчаног удара.
Касније болницу посећују ЦИА, ФБИ и друге агенције, на челу са психијатром из ЦИА др Џонасом (глуми га Патрик Стјуарт), који има завијен нос. У међувремену, Џери глуми срчани удар и бежи уз Алисину помоћ, касније се скривајући у њеном аутомобилу. Док Сатон и агент ФБИ Лаури (коју игра Силк Козарт) прегледавају Џеријеве личне ствари, стиже ЦИА и све конфискује. Жена одбија Лауријеву понуду да сарађује, а касније открива да се Џери крије у аутомобилу. Напуштају болницу, стижу у Џеријев стан, који више личи на скровиште тајног агента, а Флечер говори Алис о билтену који је дистрибуирао.
У тренутку када је Алис одлучила да је Џери обичан лудак, СВАТ тим упада у зграду. Џери све запали и они побегну кроз тајни излаз. У просторији испод, налази се велики мурал на зиду Алисе на коњу, који изненађује адвоката. Док стан гори, Џери и Алис су спасени када први обуче ватрогасно одело како би избегао сумњу. Већ у Сатоновом стану жена схвата да ју је Џери пратио, па је тужни таксиста избачен из стана. Оперативци црног хеликоптера покушавају да ухвате Флечера, али таксиста поново бежи у позоришту.
Алис позива све на Џеријевој мејлинг листи (има их само пет) и схвата да су све осим једне особе недавно умрле. Бежећи од контроле специјалних служби, Флечер признаје Алис љубав, да се заљубио у њу на први поглед, али жена одбацује његова осећања. Запослени у Министарству правде САД одлучује да посети последњег преживелог човека са Џеријеве листе, за кога се испоставило да је доктор Џонас. Овај други јој каже да је Џерију испран мозак користећи „МК Ултра методе“, покушавали су да га направе убицом. Такође тврди да је Џери убио њеног оца. Алис пристаје да помогне у проналажењу Џерија. Таксиста је води у приватну шталу њеног оца у Конетикату. Тек тада се Флечер сећа да је заиста био послан да убије Алисиног оца, али није успео у последњем тренутку, па су се Флечер и Алисин отац уместо тога спријатељили. Међутим, специјалне службе су одлучиле да пошаљу још једног убицу, на самрти Алисин отац је замолио Џерија да заштити његову ћерку.
Након бекства, Алис приморава агента Лаурија да призна да не ради за ФБИ, већ за другу тајну агенцију која „прати друге агенције“. Џери је заправо коришћен за хватање Јонаса. Сатон пушта Флечера из душевне болнице. Када их је Џонас пронашао, Лаури долази са својим колегама и напада Џонасове људе. Џери покушава да удави Џонаса, Алис Сатон у њега пуца шест пута. Након што је Џонас убијен, Алис каже Џерију да га воли док лекари покушавају да му спасу живот.
После неког времена, тужна Алиса посећује Џеријев гроб и оставља прибадачу коју јој је дао. Одлучује да се врати јахању, које је напустила након убиства свог оца. Гледајући Алис из Лоуријевог аутомобила, Џери пристаје да буде мртав и да неће контактирати жену ради њене безбедности док сви Џонасови агенти не буду ухваћени. Трио мушкараца пева „Can’t Take My Eyes Off You“. Алис у последњем тренутку, међутим, проналази иглу коју је оставила на Џеријевом „гробу“ причвршћену за седло. Сатон схвата да је Флечер жив и смеје се док наставља да јаше коња.

## Улоге
| Глумац          | Улога           |
| --------------- | --------------- |
| Мел Гибсон      | Џери Флечер     |
| Џулија Робертс  | Алис Сатон      |
| Патрик Стјуарт  | др Џонас        |
| Силк Козарт     | агент Лаури     |
| Стив Кејхан     | господин Вилсон |
| Тери Александар | Флип            |
| Алекс Макартур  | циник           |